# Cañon City
Cañon City es una ciudad ubicada en el condado de Fremont en el estado estadounidense de Colorado. En el año 2010 tenía una población de 16 400 habitantes y una densidad poblacional de 526 personas por km².

## Geografía

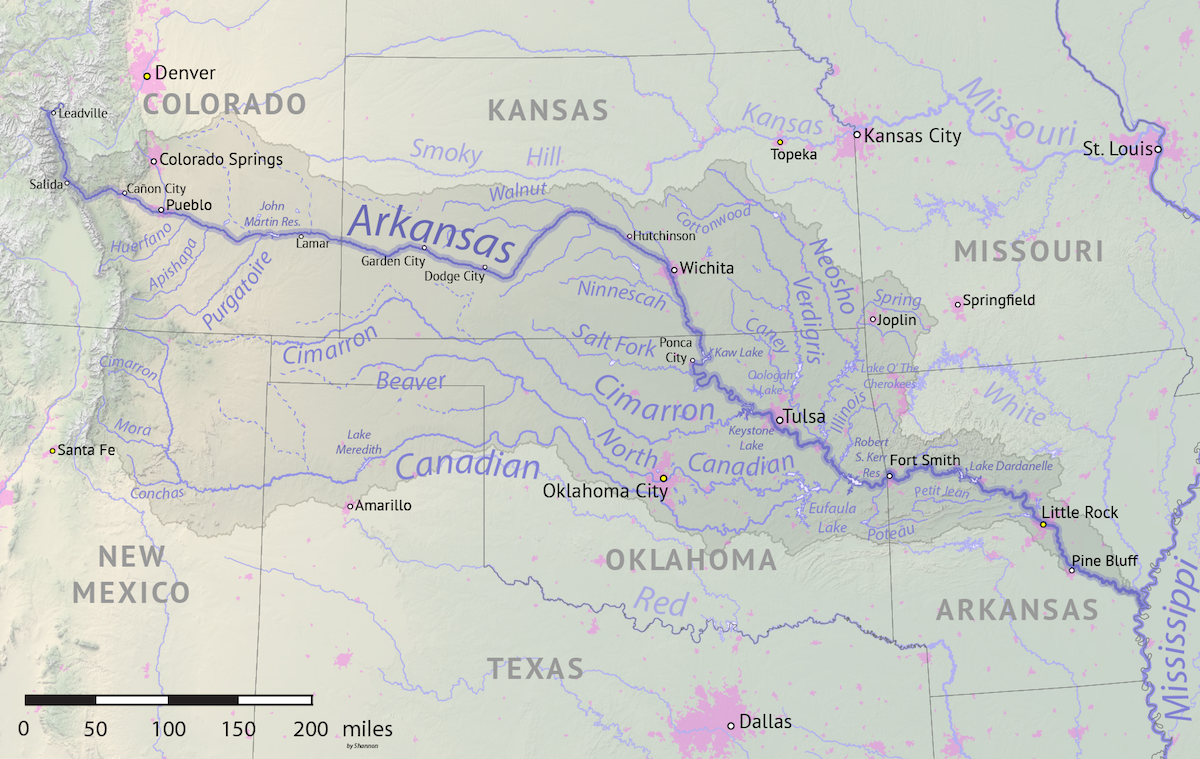
Mapa del río Arkansas en el que aparece Cañon City a la izquierda

Cañon City se encuentra ubicada en las coordenadas 38°26′48″N 105°13′42″O / 38.44667, -105.22833 , a la orilla del curso alto del río Arkansas, afluente del Misisipi.

## Demografía
Según la Oficina del Censo en 2000 los ingresos medios por hogar en la localidad eran de $ 31 736, y los ingresos medios por familia eran $42 917. Los hombres tenían unos ingresos medios de $31 258 frente a los $21 849 para las mujeres. La renta per cápita para la localidad era de $16 970. Alrededor del 11.5% de la población estaba por debajo del umbral de pobreza.